# تلوندی، پنجاب
تلوندی (به انگلیسی: Talwandi) یک شهر در پاکستان است که در پنجاب واقع شده‌است. تلوندی ۳۰٫۰۰۰ نفر جمعیت دارد.